# Маленькие похитители (фильм, 1990)
«Маленькие похитители» (англ. The Little Kidnappers) — кинофильм. Экранизация произведения, автор которого — Нил Пэтерсон.

## Сюжет
Фильм снят по мотивам одноимённой картины 1950-х годов и рассказывает историю двух мальчиков-сирот, которые самостоятельно едут из Старого Света в Канаду, чтобы соединиться с семьёй своего отца. Там они сталкиваются со своим строгим, дисциплинированным дедом, который испытывает враждебность к некоторым из своих соседей-голландцев. Их он считает ответственными за смерть своего сына во время Англо-бурской войны. В результате таких отношений тётя мальчиков и её поклонник — доктор-голландец — никак не могут сблизиться. Ситуацию изменяют два мальчика, когда находят на берегу младенца…